# Рассо, Николай
Николай Рассо (латыш. Nikolajs Rasso; 18 октября 1890, Рига — неизвестно) — российский легкоатлет, выступавший в марафонском беге. Участник летних Олимпийских игр 1912 года.

## Биография
Николай Рассо родился 18 октября 1890 года в российском городе Рига (сейчас в Латвии).
Выступал в легкоатлетических соревнованиях за рижские «Унион» и «Марс».
16 мая 1912 года участвовал в марафонском забеге на 40 км, организованном в Риге Балтийским комитетом Олимпийских игр. Занял последнее, 5-е место с результатом 3 часа 26 минут 3 секунды.
В 1912 году вошёл в состав сборной России на летних Олимпийских играх в Стокгольме. В марафоне сошёл с дистанции, как и ещё 33 участника, включая всех остальных россиян — Андрея Капмаля, Андрея Круклиньша, Эльмара Реймана и Александра Упмаля.
Выступал и в других легкоатлетических дисциплинах: в частности, в прыжках с шестом.
О дальнейшей жизни данных нет.